# Jonas Frei (Autor)

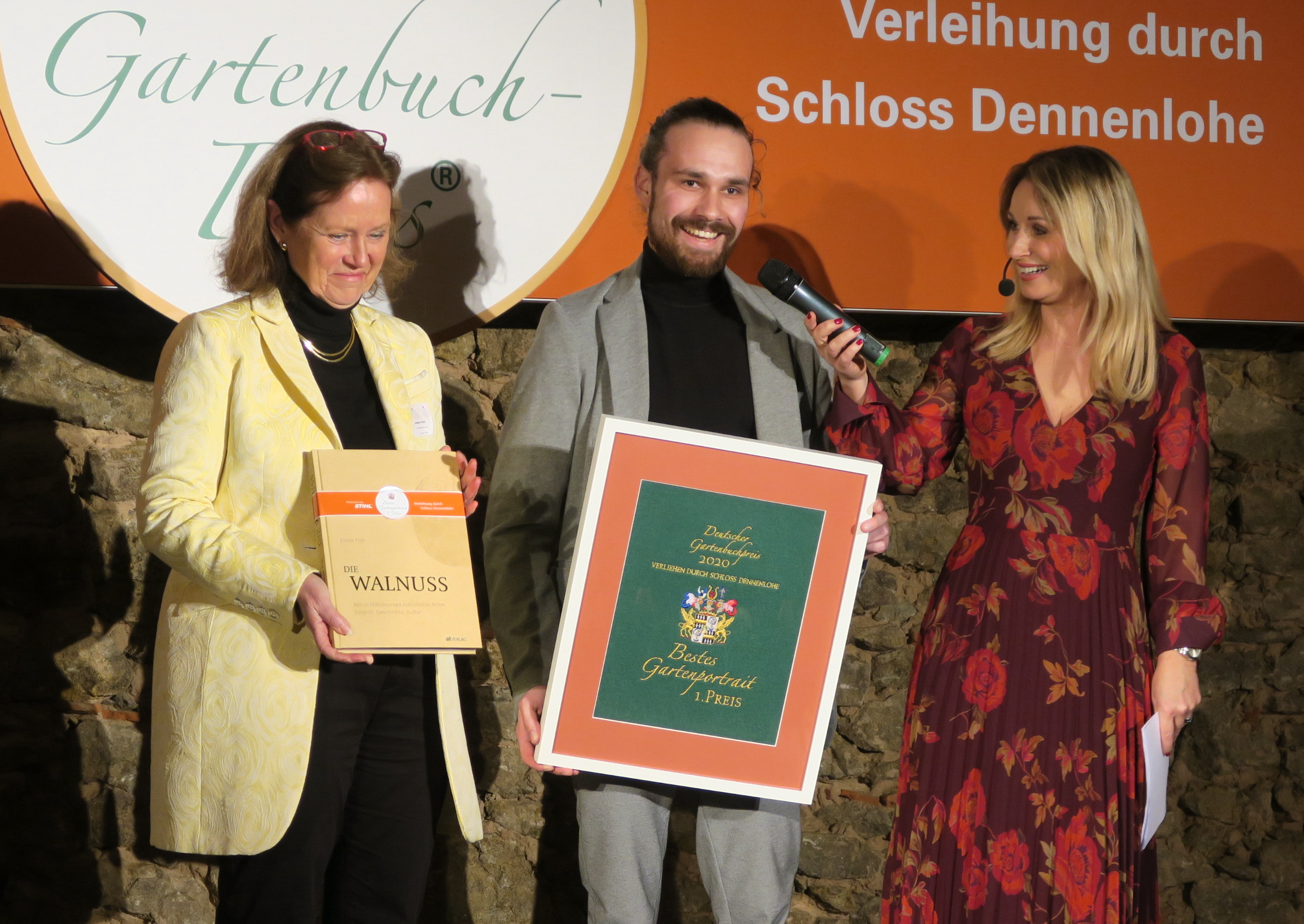
Jonas Frei bei der Verleihung des Deutschen Gartenbuchpreises 2020

Jonas Frei (* 1. August 1992 in Winterthur) ist ein Schweizer Autor von Fachbüchern und Essays im Bereich Botanik und Landschaftsarchitektur aus Zürich.

## Leben
Frei studierte Landschaftsarchitektur an der HSR in Rapperswil sowie Umwelt und Natürliche Ressourcen an der ZHAW in Wädenswil. Er arbeitete nach seinem Studium als Landschaftsarchitekt, später als Naturfilmredaktor bei der Sendereihe NetzNatur des Schweizer Fernsehens (SRF). Seit 2018 setzt er Projekte im Bereich Illustration, Film, Fotografie und als Autor in seinem mit Raphael Kleindienst gegründeten Atelier foifacht um.
Ein Schwerpunkt seiner Arbeit liegt auf Botanik urbaner Gebiete, sowie der Pflanzenfamilie der Juglandaceae, der Walnussgewächse. Für seine Arbeit an den Walnussgewächsen wurde er 2021 mit dem James R Jewett Prize des Arnold-Arboretums der Harvard-Universität ausgezeichnet. Sein Buch Die Walnuss erhielt 2020 zwei Hauptpreise des Deutschen Gartenbuchpreises.

## Werke (Auswahl)
- Die Walnuss. AT-Verlag, Aarau 2019, ISBN 978-3-03902-211-3
- Stadtwildpflanzen. AT-Verlag, Aarau 2022, ISBN 978-3-03902-133-8
- mit Susanne Fischer-Rizzi, Rosy Jungbluth, Gabriela Lagrange: Bäume der Hoffnung: Baum und Mensch im Klimawandel. AT-Verlag, Aarau/München 2022, ISBN 978-3-03902-200-7
- Die Haselnuss. AT-Verlag, Aarau 2023, ISBN 978-3-03902-181-9